# Крайллерштрассе (станция метро)
«Крайллерштрассе» (нем. Kreillerstraße) — станция Мюнхенского метрополитена, расположенная на линии  между станциями «Йозефсбург» и «Трудеринг». Станция находится в районе Берг ам Лайм (нем. Berg am Laim).

## История
Открыта 29 мая 1999 года в составе участка «Инсбрукер Ринг» — «Мессештадт Ост». Станция названа, как и улица над ней, в честь семьи Крайллер, которые владели многочисленными земельными участками и пивоварней в этом квартале.

## Архитектура и оформление
Однопролётная станция мелкого заложения, планировалась и оформлялась архитектурным бюро Грюнер & Шнелль (нем. Grüner & Schnell). Естественно оставленные путевые стены выкрашены в красный цвет, который виден через матовые анодированные, квадратные перфорированные листы алюминия, установленные в три ряда друг над другом, вдоль всей платформы. Два кирпичных рельефа между алюминиевыми листами напоминают о кирпичных заводах в этом районе. Световое оформление сделано по типу станции Фюрстенрид Вест, потолок оснащён тремя рядами ламп, свет которых отражают два ряда изогнутых листов анодированного алюминия. Платформа выложена светлыми гранитными плитами. Имеет два выхода по обоим концам платформы. К открытию станции восточный выход не был закончен, из-за аварии на соседней станции во время строительства. В западном торце платформы расположен лифт идущий в вестибюль.

## Таблица времени прохождения первого и последнего поезда через станцию
|                                | Воскресенье — Четверг (ч:мм) | Пятница — Суббота (ч:мм) |
|                                | первый                       |                          |
| последний                      |                              |                          |
| В сторону станции «Йозефсбург» | 4:16                         | 4:16                     |
| В сторону станции «Йозефсбург» | 0:58                         | 1:58                     |
| В сторону станции «Трудеринг»  | 4:49                         | 4:49                     |
| В сторону станции «Трудеринг»  | 1:32                         | 2:32                     |

## Пересадки
Проходит трамвай линии 19 и ночной N19, а также ночной автобус линии N49.
| Предыдущая станция | Расстояние | Линия | Расстояние | Следующая станция |
| ------------------ | ---------- | ----- | ---------- | ----------------- |
| Йозефсбург         | 978 м      |       | 1207 м     | Трудеринг         |